# Let's Make Money
Let's Make Money је документарни филм аустријског режисера Ервина Вагенхофера (нем. Erwin Wagenhofer) из 2008. године. Филм се бави различитим аспектима развоја финансијског система широм света. 2009. године одликован је исте године тек основаном Немачком наградом за документарни филм, коју од тада редовно додељује Немачки конгрес за документарни филм, Dokville.

### Поглавља филма
Филм се састоји од 12 поглавља:
| 1. Нека ваш новац ради 2. Земља за инвестиције - Индија 3. Шансе на растућим тржиштима 4. Планирано дугом руком (о Mont Pelerin Society) 5. Растући депозити - растућа задужења 6. Основа преживљавања |  | 1. Извлашћење заједнице 2. У име слободе 3. Растући добици - опадајуће зараде 4. Добици за неколицину - губици за све 5. Колико ћемо још дуго моћи себи да приуштимо богате? 6. Механизми селекције. |

### Личности
У филму говоре богати менаџери, инвеститори и бројни еминентни представници привредног и банкарског сектора, али и економисти и универзитетски професори, као и бескућници и радници. Неколико примера:
- Марк Мобиус (Mark Mobius) објашњава појам растућих тржишта (Emerging Markets). Он лично управља фондовима чији се финансијски обим процењује на 50 милијарди долара. Из његових исказа закључујемо да он инвестира новац у земље у развоју, како би циљаним израбљивањем дошао до профита.
- Мирко Ковац (Mirko Kovats), инвеститор који се убраја међу 15 најбогатијих Аустријанаца, у филму је приказан приликом инспекције једне индијске фирме. Том приликом даје крајње контроверзне исказе везане за услове рада запослених у његовој фирми као и радника у Индији уопште.
- Герхард Шварц (Gerhard Schwarz), новинар, некадашњи редактор привредног дела Нових циришких новина (Neue Zürcher Zeitung) говори о оснивању међународне организације Mont Pelerin Society Архивирано на веб-сајту  (26. јул 2011) и њеног утицаја на политику.
- Тери ле Суер (Terry Le Sueur), министар финансија Џерсија (Jersey) објашњава развој привреде на острву Џерси, од најпре претежно аграрног и туристичког сектора до међународног финансијског центра и једне од највећих пореских оаза.
- Херман Шер (Hermann Scheer), Социјалдемократска партија Немачке, члан немачког Бундестага, критичар актуелног финансијског система.
- Џон Перкинс (John Perkins), аутор бестселера и критичар глобализације, говори о мешању Америке у политику других земаља због економске користи.

### Цитати
Следи неколико одабраних цитата из Филма. (Цитате превео аутор чланка на основу материјала са званичне интернет презентације филма, преузетог 15.06.2014.
Постојала је чувена изрека да је најбоље време за куповину онда кад улицама тече крв. Ја бих додао и: чак и ако је то ваша крв. Јер онда кад су у јеку рат, револуција, политички и економски проблеми, тада падају цене акција, и они који су у тим лошим тренуцима куповали, зарадили су огроман новац. - Марк Мобиус, председник организације Тempleton Emerging Markets
Шпанија је једна од земаља у којима се сектор некретнина у последњих пет година најинтензивније развио. Можемо говорити о снажној урбанизацији током цунамија који је погодио обалу и острва. ... Од укупне површине обале, први километар је већ до 80% изграђен. - Рамон Ф. Дуран, Универзитет у Мадриду
Овде нико не иде за државом, овде је у тренду самопомоћ. Овде се ради само о економији. - Мирко Ковац, аустријски индустријалац